# Palomino (vitigno)

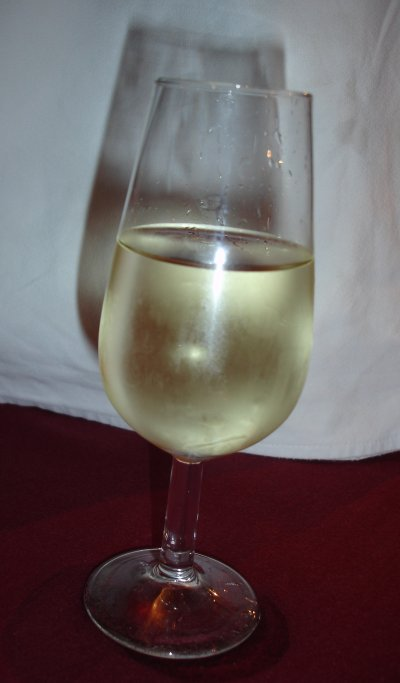
Calice di Jerez

Il palomino o listán è un vitigno a bacca bianca spagnola con cui si producono i vini di jerez e manzanilla.

## Viticultura
È una varietà a germinazione e maturazione tardiva. Ha una buona produttività. È sensibile all'oidio e alla botrite. Allo stesso modo, è molto resistente alla siccità. I grappoli sono grandi e a forma di piramide. Le uve sono sferiche sebbene irregolari, di medie dimensioni e di colore giallo-verde.
Il suo tronco contorto e tortuoso ha una corteccia spessa e ruvida che si stacca in strisce longitudinali. I rami giovani, o sarmenti, sono flessibili e molto ispessiti ai nodi; si alternando su di essi le foglie, grandi, palmate e molto lobate e allo stesso tempo dentellate. I viticci escono di fronte alle foglie, si arricciano e si induriscono non appena trovano supporto.
Nel 2015 il Centro Andaluz de Investigaciones Vitivinícolas (CAIV) ha pubblicato uno studio che dimostra la resistenza di questa vite ai problemi derivanti dai cambiamenti climatici.

## Regioni
Nell'area di Jerez de la Frontera rappresenta il 95% delle vigne. È coltivato nell'area formata da Jerez de la Frontera, El Puerto de Santa María, Sanlúcar de Barrameda e Trebujena, e nell'area di Cadice. Il suo uso è ammesso, come varietà complementare, in vini da altre fonti, come il "Vino di qualità della Terra del Vino di Zamora", il "Vino di qualità della Terra di León" e altri.
Secondo la normativa spagnola, è una varietà consigliata in Andalusia. Inoltre, è una varietà autorizzata anche nelle seguenti comunità autonome: alle Canarie (dove è noto come listán blanco), in Cantabria, a Castilla y León e in Galicia.

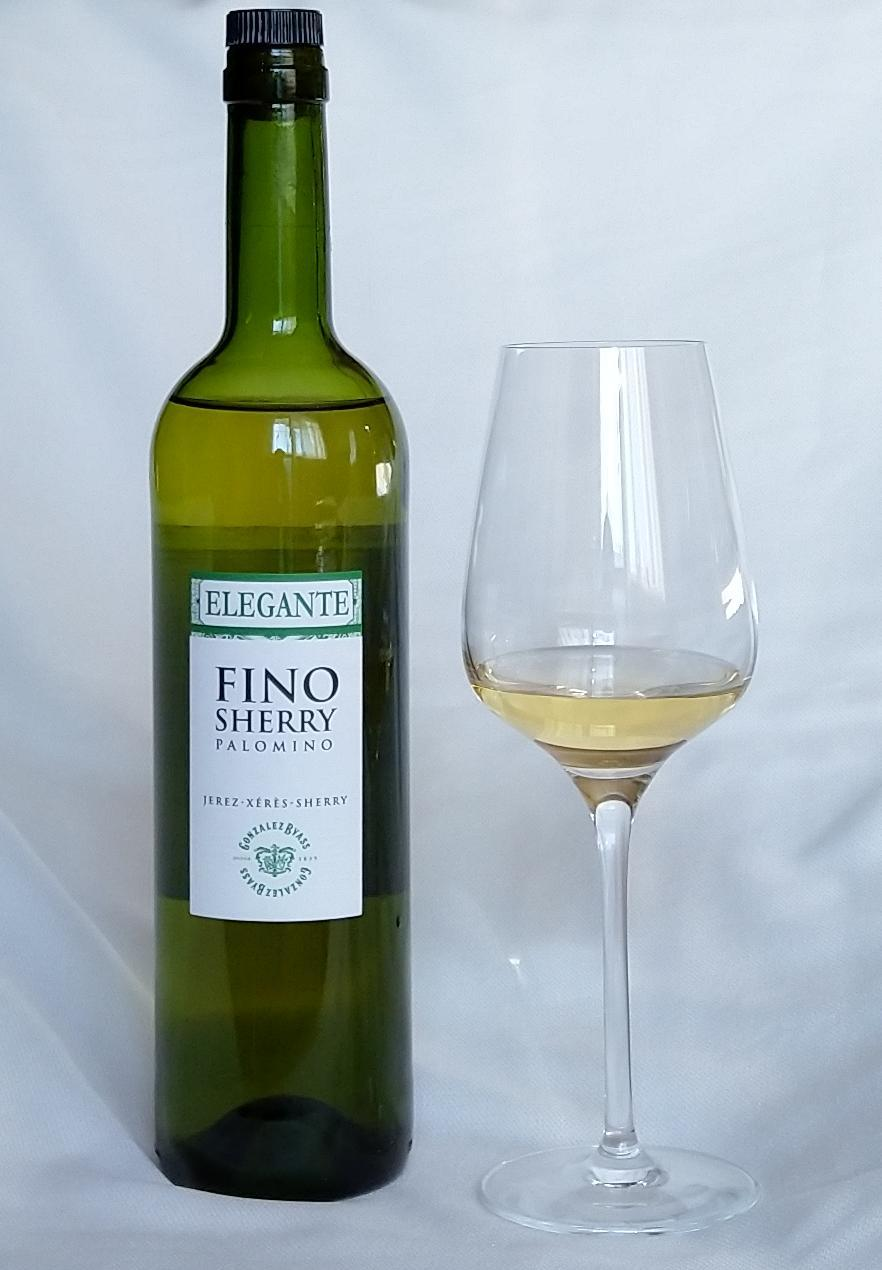
Sherry di Palomino.

Si distingue soprattutto a Jerez, ma è presente in altre denominazioni di origine: Abona, Bierzo, Contea di Huelva, Cigales, Gran Canaria, La Palma, Lanzarote, Ribeira Sacra, Ribeiro, Rueda, Tacoronte-Acentejo, Valdeorras, Valle de Güímar, Valle de la Orotava e Ycoden-Daute-Isora.

## Sinonimi
Il palomino è conosciuto anche con i seguenti sinonimi: alban, albar, albilla, albilla de Lucena, antillana, assario, assario do Alentejo, bayoud, bayoud merseguera, blanc d'Algerie, blanc d'Anjou, blanc de Bordeaux, blanc leroy, blanca castellana, blanca extra, blanco jerez, chasselas de Jesús, cherin blanc, chering blanc, conil, diagalves, doradillo, dorado, el bayoudh, faranah, fransdruif, gencibel, genciber, gencibera, gencibiera, golden, chasselas, grenade, grillo, guignard de saintours 1, horgazuela, jerez, jerez de la frontera, jerez dorado, jerez fina, jerez fino, jerezana, katalon letnii, katalon zimnij, abrusco, lacet, lairenes vertes, laket, lista blanco, listán, listán blanc, listán blanca, listán blanco, listán blanco de Canarias, listán común, listán de drinada, listán de drinado, listán ladrenado, listán laeren, listán letnii, listán tardif, listán white french, listao, listao de Madeira, listrao, malvasia rei, malvazia, malvazia rei, mantuo de pilyas, manzanilla, manzanilla de Sanlúcar, merseguera, motril, mourisco, neiran d'alle, ojo de liebre, olho de lebre, orcaculo orgazuela, palomilla, palomillo, palomina, palomina blanca, palomina blanche, palomino, palomino 84, palomino basto, palomino de Chipiona, palomino de Jerez, palomino del pinchito, palomino fino de Xeres, palomino listan, palomino peluson, palominos, palote, paulo, perola do alentejo, perrum, point noir, polomino, punchi neri, qis katalonu, sardoa portalegre, seminario, temprana, temprana blanca, tempranas blancas, tempranas blanches, tempranilla, tempranilla blanca listán, tempranillo de Granada, tempranillo de Grenada, temprano, useiran d'alle, verdalou, white french, white french fransdruif, winter catalon, xeres, xerez e zarcillada.